# Hall of Fame Tennis Championships 2000
L'Hall of Fame Tennis Championships 2000 è stato un torneo di tennis giocato sull'erba. È stata la 25ª edizione dell'Hall of Fame Tennis Championships, che fa parte della categoria International Series nell'ambito dell'ATP Tour 2000. Si è giocato all'International Tennis Hall of Fame di Newport negli Stati Uniti, dal 10 al 16 luglio 2000.

## Campioni

### Singolare
Peter Wessels ha battuto in finale  Jens Knippschild con il punteggio di 7–6(3), 6–3

### Doppio
Jonathan Erlich /  Harel Levy hanno battuto in finale  Kyle Spencer /  Mitch Sprengelmeyer con il punteggio di 7–6(2), 7–5